# پی‌جی‌ام-۱۹آ ژوپیتر

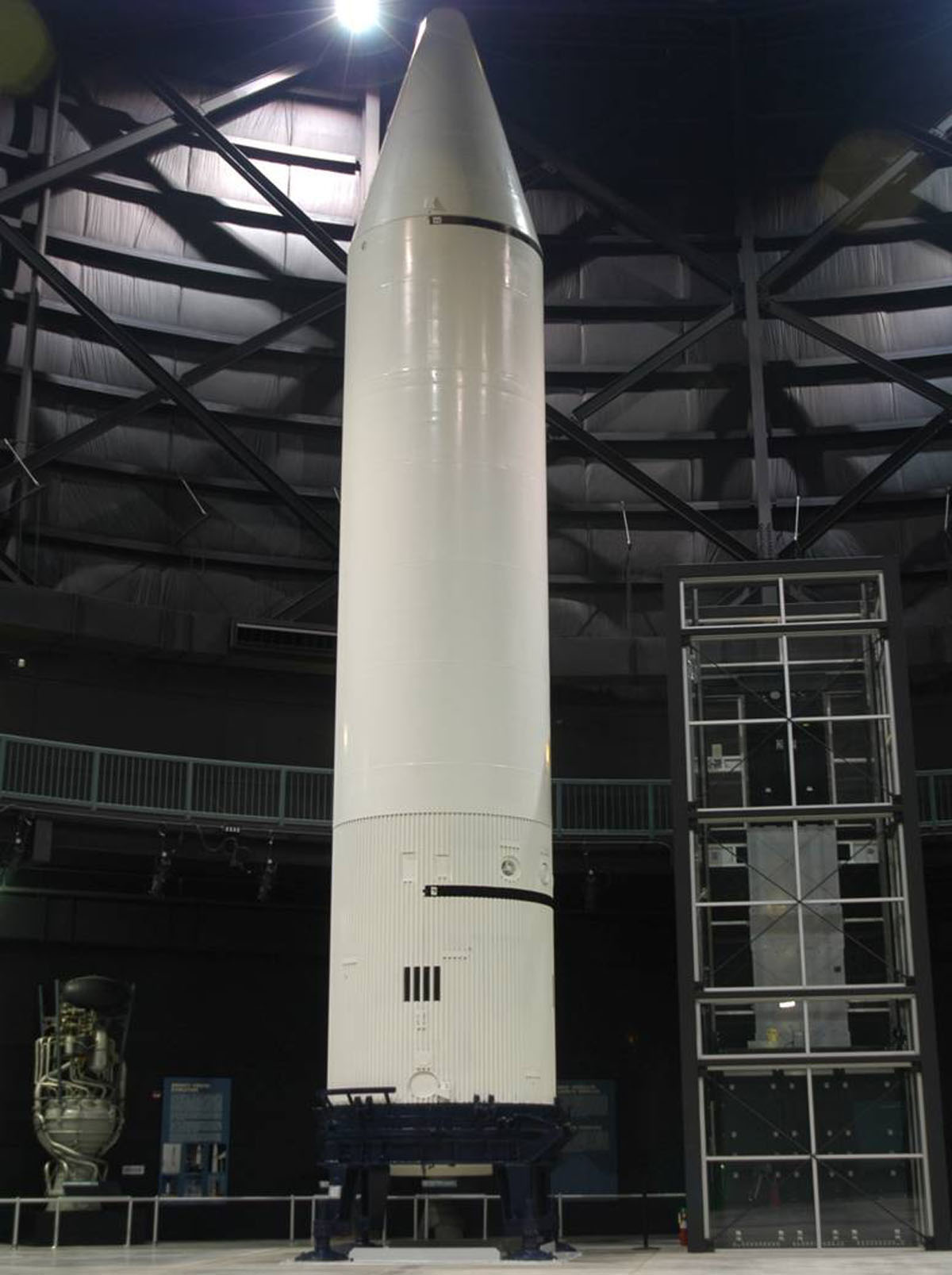
نمونه‌ای از موشک ژوپیتر در موزهٔ ملی نیروی هوایی

موشک میان‌برد بالستیک پی‌جی‌ام-۱۹آ ژوپیتر، (به انگلیسی: PGM-19A Jupiter) با نام دیگر کرایسلر اس‌ام-۷۸ (به انگلیسی: CHRYSLER SM-78) بین سال‌های ۱۹۶۰ تا ۱۹۶۳ در خدمت نیروی هوایی ایالات متحده آمریکا بود. این موشک؛ گذاری بود بین موشک‌های کوتاه برد و موشک‌هایی که هر جای دنیا را هدف قرار می‌دادند. ژوپیتر بسیار به دیگر موشک نیروی هوایی رد استون شبیه بود و تولید آن در یک پروژهٔ مشترک میان نیروی زمینی و نیروی دریایی آمریکا در سال ۱۹۵۹ صورت گرفت. ورنر فون براون موشک ژوپیتر را پس از آزمایش موفقیت‌آمیز موشک رداستون و به اثبات رساندن برد ۱۵۰۰ مایلی موشک‌ها در نظر گرفت. توسعهٔ موشک مشابه توسط شوروی در همان زمان باعث شد که نیاز به ژوپیتر بیشتر احساس شود. رئیس‌جمهور آیزنهاور به این موشک یکی از بالاترین اولویت‌ها را داده بود و فقط موشک‌های بالستیک بین قاره‌ای بر موشک‌های ژوپیتر برتری داشتند.

## طراحی
این موشک در ابتدا برای استفاده در کشتی‌ها در نظر گرفته شده‌بود و از این رو طراحی آن به هر دو نیروی زمینی و دریایی محول شد. در سال ۱۹۵۶، وزارت دفاع ایالات متحده، مدیریت و توسعهٔ موشک‌های با برد بیش از ۲۰۰ مایل را به‌طور کلی به نیروی هوایی محول کرد. اگر پروژهٔ تور نیروی هوایی به شکست می‌انجامید، نیروی زمینی باید به پروژهٔ ژوپیتر ادامه می‌داد. اولین پرتاب موفق موشک ژوپیتر در مه ۱۹۵۷ صورت گرفت.

## استفاده استراتژیک

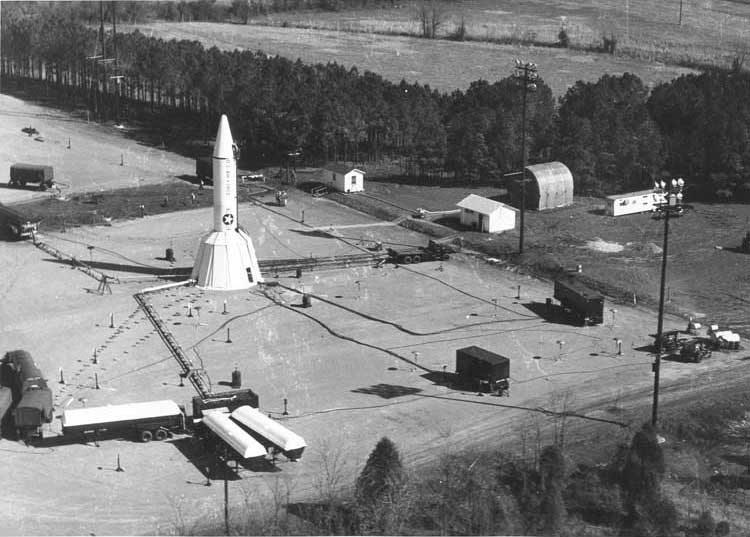
پی‌جی‌ام-۱۹آ ژوپیتر آماده شلیک در یک پایگاه

در اکتبر ۱۹۵۷، شوروی ماهوارهٔ اسپوتنیک-۱ را به فضا پرتاب کرد. این ماهواره باعث شد تا آمریکا به فعالیت‌های فضایی خود برای مقابله با تهدیدهای شوروی سرعت ببخشد. در حالی که ژوپیتر به سرعت در حال آماده شدن بود، آمریکا نیاز به پایگاهی در فاصلهٔ ۱۵۰۰ مایلی شوروی داشت. مذاکرات با فرانسه به شکست انجامید و سرانجام ترکیه و ایتالیا قبول کردند که پایگاهی در کشورشان ایجاد شود. تیم‌های کنترل‌کنندهٔ موشک از شهروندان ترکیه و ایتالیا بودند و فقط قسمت کلاهک هسته‌ای را آمریکایی‌ها در دست داشتند. دو اسکادران با مجموع ۳۰ موشک در سال ۱۹۶۱ در پایگاه گیوا دل کوله ایتالیا جای گرفته بودند. ۱۵ موشک هم در پایگاه سیگلی قرار داشت. با توجه به بحران موشکی کوبا در سال ۱۹۶۲، ایالات متحده مجبور شد در سال ۱۹۶۳ موشک‌های خود را از ایتالیا و ترکیه تا ژوئیه ۱۹۶۳ جمع‌آوری کند.

## مشخصات فنی
- کلاهک: وی-۴۹ مگاتن
- موتور:راکت‌داین ال‌آر۷۹
- هدایت:کاملاً اینرسیایی
- برد: ۱۵۰۰ مایل
- طول: ۶۰ فوت
- قطر: ۸ فوت ۹ اینچ
- وزن: ۱۰۸۸۰۴ پوند